# Gilbert (Iowa)
Gilbert es una ciudad ubicada en el condado de Story en el estado estadounidense de Iowa. En el Censo de 2010 tenía una población de 1082 habitantes y una densidad poblacional de 457,57 personas por km².

## Geografía
Gilbert se encuentra ubicada en las coordenadas 42°6′28″N 93°38′48″O / 42.10778, -93.64667. Según la Oficina del Censo de los Estados Unidos, Gilbert tiene una superficie total de 2.36 km², de la cual 2.36 km² corresponden a tierra firme y (0%) 0 km² es agua.

## Demografía
Según el censo de 2010, había 1082 personas residiendo en Gilbert. La densidad de población era de 457,57 hab./km². De los 1082 habitantes, Gilbert estaba compuesto por el 95.29% blancos, el 1.39% eran afroamericanos, el 0.18% eran amerindios, el 1.11% eran asiáticos, el 0% eran isleños del Pacífico, el 0.83% eran de otras razas y el 1.2% pertenecían a dos o más razas. Del total de la población el 1.48% eran hispanos o latinos de cualquier raza.